# V803 Centauri
V803 Centauri é uma estrela binária variável cataclísmica na constelação de Centaurus. É uma variável cataclísmica do tipo AM Canum Venaticorum (AM CVn), que são sistemas binários ultracompactos em que uma anã branca recebe matéria rica em hélio de uma estrela companheira de baixa massa. Sua paralaxe foi determinada pela primeira vez pelo Telescópio Espacial Hubble, que mediu para a estrela uma distância de 347 ± 29 parsecs. Os dados astrométricos da sonda Gaia mediram uma paralaxe muito mais precisa, correspondendo a uma distância de 287 ± 5 parsecs (935 ± 16 anos-luz).
As duas estrelas do sistema V803 Centauri têm um período orbital extremamente curto de 1596,4 ± 1,2 segundos, medido por espectroscopia. O período medido por fotometria é um pouco maior, de 1611-1618 dias, e corresponde a um fenômeno chamado de superhump, que é um aumento no período aparente de um sistema causado pela precessão do disco de acreção ao redor da estrela mais massiva. Esse período em excesso parece estar correlacionado à razão de massas do sistema, o que permitiu estimar razão de massas de 0,05-0,14 para V803 Centauri e massas individuais entre 0,78 e 1,17 M☉ para a estrela acretora e entre 0,059 e 0,109 M☉ para a doadora. Isso indica que a estrela doadora provavelmente é uma estrela quente semidegenerada com massa relativamente alta.
V803 Centauri apresenta características de uma nova anã, variando sua magnitude aparente visual entre aproximadamente 13 e 17 com três estados de brilho distintos: um estado de alta energia, com magnitude estável em 12,7-13,3; um estado de baixa energia, com magnitude de 17; e um estado cíclico em que a estrela alterna rapidamente entres magnitude intermediárias (13,4-14,5) com um período de 22 horas.

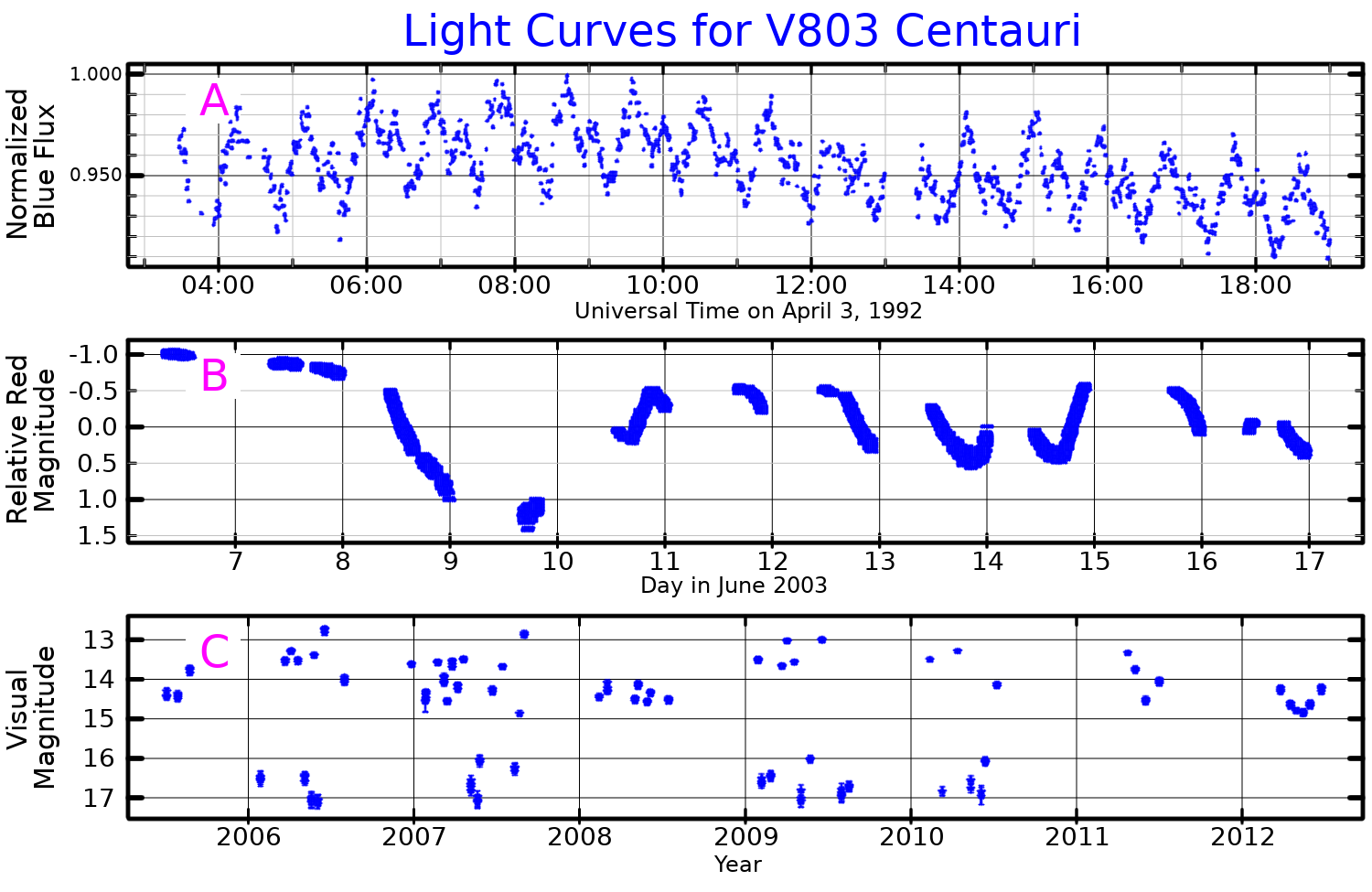
Curva de luz de V803 Centauri, em três escalas de tempo: horas (cima), dias (meio), anos (baixo)